# Wayne megye (Illinois)
Wayne megye az Amerikai Egyesült Államokban, azon belül Illinois államban található. Megyeszékhelye és legnagyobb városa Fairfield. Lakosainak száma 16 179 fő (2020. április 1.).

## Szomszédos megyék
- Clay megye
- Hamilton megye
- Richland megye
- Edwards megye
- White megye
- Jefferson megye
- Marion megye

## Népesség
A megye népességének változása:
| Lakosok száma | 16 736 | 16 610 | 16 622 | 16 612 | 16 423 | 16 179 |
|               | 2010   | 2011   | 2012   | 2013   | 2015   | 2020   |